# 欧州電気通信標準化機構
欧州電気通信標準化機構（おうしゅうでんきつうしんひょうじゅんかきこう、European Telecommunications Standards Institute, ETSI;エッツィ）は欧州連合が後援する、情報通信技術に世界的に適用可能な標準を作成しているヨーロッパの電気通信の全般にかかわる標準化組織である。

## 概要
欧州電気通信標準化機構は、ヨーロッパにおける(通信機器ベンダーやネットワーク事業者など)電気通信産業に関する独立非営利の標準化機関であり、世界的な影響力を持っている。ETSIは携帯電話システムGSMや、公共保安用デジタル移動通信システムTETRAの標準化で成功を収めている。
ETSIの標準化組織は、(固定ネットワークとインターネットとの一元化のための)TISPANなど数多くの組織を含んでいる。ETSIは3GPPやoneM2Mの設立にも関与し、パートナーとなっている。

## 歴史
ETSIは欧州郵便電気通信主管庁会議により1988年に設立され、欧州委員会および欧州自由貿易連合事務局により公式に認識されている。ETSIはソフィア・アンティポリス（フランス）を拠点とし、ヨーロッパにおける情報技術の標準化に正式に責任を負っている。この情報技術には電気通信、テレビ放送、高度道路交通システム(ITS)、医療電子技術、ネットワーク機能仮想化なども含まれている。ETSIには、製造業、ネットワーク事業者、サービスプロバイダー、研究機関ならびにユーザなどIT分野の主要なメンバーの全てとなる、ヨーロッパ内外の62の国や州から696のメンバーが所属している。
ETSIの技術委員会、標準化のワーキンググループなどの活動は、ポータルサイトETSI Portalからアクセス可能である。
2013年には、会費や、文書の販売、プラグテスト、事務局代行サービスなどの活動、請負業務やパートナーの資金により、ETSIの予算は2300万ユーロを超えた。
約40%は運営費にあてられ、残りの60%はコンピテンシーセンターや特別プロジェクトを含む活動費に当てられている。

## ETSI における NGN 標準化
3GPP が移動体通信網の標準化をおこなっているのに対して、固定通信網を中心とする 次世代ネットワーク (NGN) の標準化を ITU-T より先行しておこなっている。2006 年 1 月には ETSI のプロジェクトである TISPAN でつくられた 60 件の仕様書が NGN 標準のリリース 1 として発表され、さらに 6 月にはリリース 2 が公開されている。